# レイモンド・ニクソン
レイ・ニクソンことレイモンド・ニクソン（Raymond Nixon,1984年9月10日 - ）は、アメリカ合衆国出身のバスケットボール選手である。ポジションはフォワード、センター。

## 経歴
ウィスコンシン大学を卒業後にプロ選手となり、ワルター・タイガース（ドイツ）、ナーニカ・ラーティ（フィンランド）、SPOローエン・バスケット（フランス）、ナーニカ・ラーティの順に在籍した後、2010-11シーズンはbjリーグの浜松・東三河フェニックスと契約。リーグ優勝メンバーとなる。翌2011-12シーズンから2シーズンは滋賀レイクスターズに所属。2013-14シーズンは再び浜松・東三河でプレーした後、2014-15シーズンは滋賀に戻った。2015-16シーズンはNBDLの大塚商会アルファーズ（現越谷）に加入。2017-18シーズンまで在籍。
3x3では、BREX.EXEに所属してプレーした

## 記録
| シーズン | チーム | GP | GS | MPG  | FG%  | 3P%  | FT%  | RPG | APG | SPG | BPG | TO  | PPG  |
| -------- | ------ | -- | -- | ---- | ---- | ---- | ---- | --- | --- | --- | --- | --- | ---- |
| 2010-11  | 浜松   | 46 | 12 | 21.6 | .400 | .343 | .759 |     |     |     |     |     | 11.8 |
| 2011-12  | 滋賀   | 50 | 50 | 32.5 | .457 | .390 | .739 |     |     |     |     |     | 14.8 |
| 2012-13  | 滋賀   | 43 | 39 | 31.4 | .425 | .350 | .697 |     |     |     |     |     | 13.2 |
| 2013-14  | 浜松   | 44 | 28 | 29.9 | .393 | .286 | .765 | 6.2 | 2.3 | .7  | .6  | 1.6 | 10.1 |

## 参考資料
1. ↑  “#0Ray Nixon(レイ・ニクソン)選手　契約基本合意のお知らせ”.   滋賀レイクスターズ (2014年8月6日). 2014年10月22日時点のオリジナルよりアーカイブ。2014年9月20日閲覧。
2. ↑  BREXを優勝に導いたニクソンがRound.1のMVPを受賞「このメンバーで勝てて本当にうれしい」バスケットボールキング2017年6月18日